# Kontakt (1997.)
Kontakt (eng. Contact) je američka drama iz 1997. Rađena je po popularnom romanu Carla Sagana. Radnja se vrti oko radio-signala inteligentne izvanzemaljske civilizacije koji stubokom mijenja živote mlade znanstvenice Ellie Arroway, te njezinih suradnika i suparnika. 

## Radnja
Zamislite sebe poput nekog natprirodnog bića, koje s bliske udaljenosti promatra i osluškuje Zemlju. Sve poruke Zemlje, u obliku TV emisije, radioamaterskog razgovora, talk-showa na radiju ili reklame za novi prašak za rublje ... dopiru do vas. Polako se počinjete udaljavati od Zemlje, prema rubu Sunčevog sustava. Poruke su još uvijek tu, samo s osjetnim zakašnjenjem. Još brže, prema drugim zvijezdama, putujete brže od svjetlosti prkoseći svim fizikalnim zakonima. Sada su poruke koje čujete one odaslane u svemir prije dvadesetak godina. "Predsjednik Kennedy ubijen .." Još dalje, izvan naše Galaksije, prolazite kroz jednu, drugu, više njih .. Zadnja poruka koju ste čuli je Hitlerov govor tridesetih godina, na otvaranju Olimpijskih igara u Berlinu - prva poruka koju je čovjek poslao u svemir. Nakon toga nema ničega, samo beskrajna tišina svemira. I zatim, milijune svjetlosnih godina daleko od Zemlje, pravilni šum ...

## Glavne uloge
- Jodie Foster kao Eleanor Arroway
- Matthew McConaughey kao Palmer Joss
- Tom Skerritt kao David Drumlin
- John Hurt kao S.R. Hadden

## Nagrade i nominacije
- Glumica Jena Malone je osvojila nagradu Saturn za najbolju izvedbu mladog glumca/glumice.
- Jodie Foster je osvojila nagradu Saturn za najbolju glumicu (na filmu).

## Vanjske poveznice
- Kontakt u internetskoj bazi filmova IMDb-a
- Službene stranice filma